# Tour del Porvenir 1962
La 2.ª edición del Tour del Porvenir (nombre oficial en francés: Tour de l'Avenir) fue una carrera de ciclismo en ruta por etapas francesa que se celebró entre el 2 y el 15 de julio de 1962 con inicio en Burdeos y final en París sobre una distancia total de 2125 kilómetros.
La carrera fue ganada por Antonio Gómez del Moral del equipo nacional de la España. El podio lo completaron el ciclista Mario Maino del equipo nacional de Italia y Jan Janssen del equipo nacional de Países Bajos.

## Equipos participantes
Tomaron parte en la carrera 16 equipos nacionales amateurs de 8 corredores cada uno, entre los que se encuentra un equipo mixto internacional:
| Equipos nacionales amateur (15) - Alemania Occidental - Austria - Bélgica - Canadá - España - Francia - Reino Unido - Italia - Luxemburgo - Marruecos - Países Bajos - Polonia - Portugal - Suiza - Yugoslavia Equipo mixto amateur - Internacional |  |
| |  |

## Etapas
| Etapa      | Fecha     | Recorrido                           | Distancia (km) | Ganador                 | Líder                   |
| ---------- | --------- | ----------------------------------- | -------------- | ----------------------- | ----------------------- |
| 1.ª etapa  | 2 de jul  | Burdeos – Burdeos                   | 148,5          | Jan Janssen             | Jan Janssen             |
| 2.ª etapa  | 3 de jul  | Burdeos – Bayona                    | 184            | José Antonio Momeñe     | José Antonio Momeñe     |
| 3.ª etapa  | 4 de jul  | Bayona – Pau                        | 155,5          | Pierre Matignon         | Henk Nijdam             |
| 4.ª etapa  | 5 de jul  | Bagnères-de-Bigorre – Saint-Gaudens | 126            | Jan Janssen             | Antonio Gómez del Moral |
| 5.ª etapa  | 6 de jul  | Audinac – Saint-Girons              | 45,2           | Jan Hugens              | Jan Hugens              |
| 6.ª etapa  | 7 de jul  | Saint-Girons – Carcasona            | 135,5          | Lex van Kreuningen      | Jan Hugens              |
| 7.ª etapa  | 8 de jul  | Carcasona – Montpellier             | 140            | Jan Janssen             | Jan Hugens              |
| 8.ª etapa  | 9 de jul  | Montpellier – Aix-en-Provence       | 185            | Leo Knops               | Henk Nijdam             |
| 9.ª etapa  | 10 de jul | Aix-en-Provence – Antibes           | 203            | Roberto Poggiali        | Henk Nijdam             |
| 10.ª etapa | 11 de jul | Barcelonnette – Brianzón            | 104            | Antonio Gómez del Moral | Antonio Gómez del Moral |
| 11.ª etapa | 12 de jul | Le Bourg-d'Oisans – Aix-en-Provence | 133            | René Binggeli           | Antonio Gómez del Moral |
| 12.ª etapa | 13 de jul | Chambéry – Lyon                     | 155,5          | Erwin Jaisli            | Antonio Gómez del Moral |
| 13.ª etapa | 14 de jul | Lyon – Nevers                       | 232            | Jan Hugens              | Antonio Gómez del Moral |
| 14.ª etapa | 15 de jul | Nevers – París                      | 178            | Jacques Bachelot        | Antonio Gómez del Moral |

## Clasificaciones finales
Las clasificaciones finalizaron de la siguiente forma:

### Clasificación general
| Clasificación general |                         |              |                  |
| Ciclista              | Ciclista                | Equipo       | Tiempo           |
| --------------------- | ----------------------- | ------------ | ---------------- |
| 1.º                   | Antonio Gómez del Moral | España       | 54 h 47 min 53 s |
| 2.º                   | Mario Maino             | Italia       | + 1 min 54 s     |
| 3.º                   | Jan Janssen             | Países Bajos | + 2 min 03 s     |
| 4.º                   | Camiel Vyncke           | Bélgica      | + 2 min 44 s     |
| 5.º                   | Giancarlo Ferretti      | Italia       | + 7 min 36 s     |
| 6.º                   | Pietro Partesotti       | Italia       | + 9 min 12 s     |
| 7.º                   | Peter Crinnion          | Irlanda      | + 12 min 21 s    |
| 8.º                   | Jan Hugens              | Países Bajos | + 13 min 07 s    |
| 9.º                   | Eusebio Vélez           | España       | + 14 min 37 s    |
| 10.º                  | Adolf Heeb              | Suiza        | + 15 min 22 s    |

### Clasificación de la montaña
| Clasificación de la montaña |                         |          |        |
| Ciclista                    | Ciclista                | Equipo   | Puntos |
| --------------------------- | ----------------------- | -------- | ------ |
| 1.º                         | Adolf Heeb              | Suiza    |        |
| 2.º                         | Mário Pereira Da Silva  | Portugal |        |
| 3.º                         | Antonio Gómez del Moral | España   |        |

### Clasificación por equipos
| Clasificación por equipos |              |        |
| Equipo                    | Equipo       | Tiempo |
| ------------------------- | ------------ | ------ |
| 1.º                       | Países Bajos |        |
| 2.º                       | Suiza        |        |
| 3.º                       | Bélgica      |        |